# Lecania hilarii
Lecania hilarii là một loài ruồi trong họ Asilidae. Lecania hilarii được Macquart miêu tả năm 1838. Loài này phân bố ở vùng Tân nhiệt đới.